# Polyplectropus anakgugur
Polyplectropus anakgugur är en nattsländeart som beskrevs av Malicky 1995. Polyplectropus anakgugur ingår i släktet Polyplectropus och familjen fångstnätnattsländor. Inga underarter finns listade i Catalogue of Life.